# Hội đồng Tối cao Liên bang
Hội đồng Tối cao Liên bang (tiếng Ả Rập: المجلس الأعلى للاتحاد) là cơ quan thẩm quyền lập hiến tối cao của Các Tiểu Vương quốc Ả Rập Thống nhất, là cơ quan lập pháp và hành pháp cao nhất. Hội đồng thiết lập chính sách chung và định chế luật pháp của Liên bang. Hội đồng là Thẩm quyền Liên bang Thứ nhất theo cấp bậc thứ tự trong Năm Thẩm quyền Liên bang theo Hiến pháp gồm: Hội đồng Tối cao Liên bang, Tổng thống Liên bang và Phó Tổng thống Liên bang, Nội các Liên bang, Hội đồng Quốc gia Liên bang, Tòa án Liên bang.

## Lịch sử
Sau khi thành lập Liên minh năm 1971, Hội đồng Tối cao Liên bang gồm 6 nhà cai trị của các Tiểu vương quốc đã ký ban hành Hiến pháp Các Tiểu vương quốc Ả Rập Thống nhất. Hội đồng đã bầu Sheikh Zayed bin Sultan Al Nahyan, tiểu vương Abu Dhabi làm Tổng thống và bầu ra Nội các Liên bang. Ngày 23/12/1971, Tiểu vương quốc Ras al-Khaimah gửi thư tới Hội đồng yêu cầu tham gia liên minh. Hội đồng đã chấpp nhận yêu cầu và Ras al-Khaimah gia nhập Liên minh vào ngày 10/2/1972.

## Hội nghị Hội đồng
Hội đồng Tối cao Liên bang họp thường kỳ 4 lần mỗi năm và các cuộc họp thường xuyên không chính thức, bao gồm 7 tiểu vương của 7 tiểu vương quốc hoặc người đại diện của họ khi vắng mặt. Mỗi tiểu vương có 1 phiếu bầu trong nghị quyết của Hội đồng.

## Nhiệm vụ Hội đồng
Hội đồng Tối cao của liên minh có những nhiệm vụ sau:
1. Ban hành những chính sách chung trong tất cả các vấn đề được Hiến pháp ủy thác cho Liên minh và xem xét các mục tiêu đạt được của Liên minh và lợi ích chung của các Tiểu vương quốc thành viên.
2. Phê chuẩn các luật Liên bang trước khi ban hành, bao gồm luật ngân sách chung thường niên của Liên bang và kết toán cuối cùng.
3. Phê chuẩn các nghị định về các vấn đề theo điều khoản của Hiến pháp đối với việc phê chuẩn hoặc tán thành của Hội đồng Tối cao Liên bang trước khi ban hành các nghị định này của Tổng thống Liên bang.
4. Thông qua các thể chế và hiệp định được phê chuẩn bằng nghị định.
5. Thông qua việc bổ nhiệm Thủ tướng Liên bang và Nội các Liên bang và miễn nhiệm những chức vụ này theo đề nghị của Tổng thống Liên bang
6. Bổ nhiệm Chủ tịch và Chánh án Tòa án Tối cao Liên bang và chấp nhận việc từ chức và sa thải của họ trong các trường hợp quy định trong Hiến pháp.
7. Kiểm soát tối cao các công vụ chung của Liên bang.
8. Các chức năng khác quy định trong Hiến định hoặc luật liên bang.

## Thành viên hiện tại
Hội đồng Tối cao Liên bang gồm 7 tiểu vương:
| Thành viên hiện tại               | Thành viên hiện tại                   | Từ                       | Địa vị                                | Danh hiện                                             |
| --------------------------------- | ------------------------------------- | ------------------------ | ------------------------------------- | ----------------------------------------------------- |
|                                   | Sheikh Khalifa bin Zayed Al Nahyan    | 2004                     | Tiểu vương Abu Dhabi                  | - Chủ tịch Hội đồng Tối cao Liên bang - Tổng thống    |
|                                   | Sheikh Mohammed bin Rashid Al Maktoum | 2006                     | Tiểu vương Dubai                      | - Phó Chủ tịch Hội đồng Tối cao Liên bang - Thủ tướng |
|                                   | Sheikh Sultan bin Mohamed Al-Qasimi   | 1987                     | Tiểu vương Sharjah                    | Thành viên Hội đồng Tối cao Liên bang                 |
|                                   | Sheikh Humaid bin Rashid Al Nuaimi    | 1981                     | Tiểu vương Ajman                      | Thành viên Hội đồng Tối cao Liên bang                 |
|                                   | Sheikh Hamad bin Mohammed Al Sharqi   | 2010                     | Tiểu vương Fujairah                   | Thành viên Hội đồng Tối cao Liên bang                 |
| Sheikh Saud bin Rashid Al Mu'alla | 2009                                  | Tiểu vương Umm al-Quwain | Thành viên Hội đồng Tối cao Liên bang |                                                       |
|                                   | Sheikh Saud bin Saqr al Qasimi        | 2010                     | Tiểu vương Ras al-Khaimah             | Thành viên Hội đồng Tối cao Liên bang                 |